# اندی ریس
اندی ریس (انگلیسی: Andy Reece؛ زادهٔ ۵ سپتامبر ۱۹۶۲) بازیکن فوتبال اهل بریتانیا است.
از باشگاه‌هایی که در آن بازی کرده‌است می‌توان به باشگاه فوتبال بریستول راورز و باشگاه فوتبال هرفورد یونایتد اشاره کرد.